# Calcio ai III Giochi del Mediterraneo
Al terzo torneo calcistico dei Giochi del Mediterraneo parteciparono tre Nazionali, in un girone all'italiana a doppio turno.

## Risultati
| Squadra | Punti | G | V | N | P | GF | GS | DR  |
| ------- | ----- | - | - | - | - | -- | -- | --- |
| Italia  | 7     | 4 | 3 | 1 | 0 | 10 | 2  | 8   |
| Turchia | 5     | 4 | 2 | 1 | 1 | 7  | 4  | 3   |
| Libano  | 0     | 4 | 0 | 0 | 4 | 1  | 12 | −11 |

| Arbitro: | Raymond Lespineux |

|  |           |                        |
|  | Marcatori | 14’ Benaglia 65’ Cella |

| Beirut 14 ottobre 1959 | Libano | 0 – 3 | Turchia |  |

| Arbitro: | Adem Mitri |

|                      |           |                        |
| Marcello Sanzani 90’ | Marcatori | 49’ Ayhan Elmastaşoğlu |

| Beirut 18 ottobre 1959                                               | Libano    | 0 – 5 referto                      | Italia | Stadio municipale di Beirut |
| \| \| \| \| \| \| Marcatori \| Marcello Sanzani Benetti Del Negro \| |           |                                    |        |                             |
|                                                                      |           |                                    |        |                             |
|                                                                      | Marcatori | Marcello Sanzani Benetti Del Negro |        |                             |

| Beirut 21 ottobre 1959 | Libano | 1 – 2 | Turchia |  |

| Arbitro: | Raymond Lespineux |

|                       |           |                          |
| Cengiz Karakayalı 49’ | Marcatori | 39’ Benaglia 60’ Benetti |

## Medagliere
| Posizione | Paese   |
| --------- | ------- |
|           | Italia  |
|           | Turchia |
|           | Libano  |